# Rue Lecomte
La rue Lecomte est une voie située dans le quartier des Épinettes du 17e arrondissement de Paris, en France.

## Situation et accès
La rue Lecomte relie la rue Legendre à la rue Clairaut sur une longueur de 70 mètres.

## Origine du nom

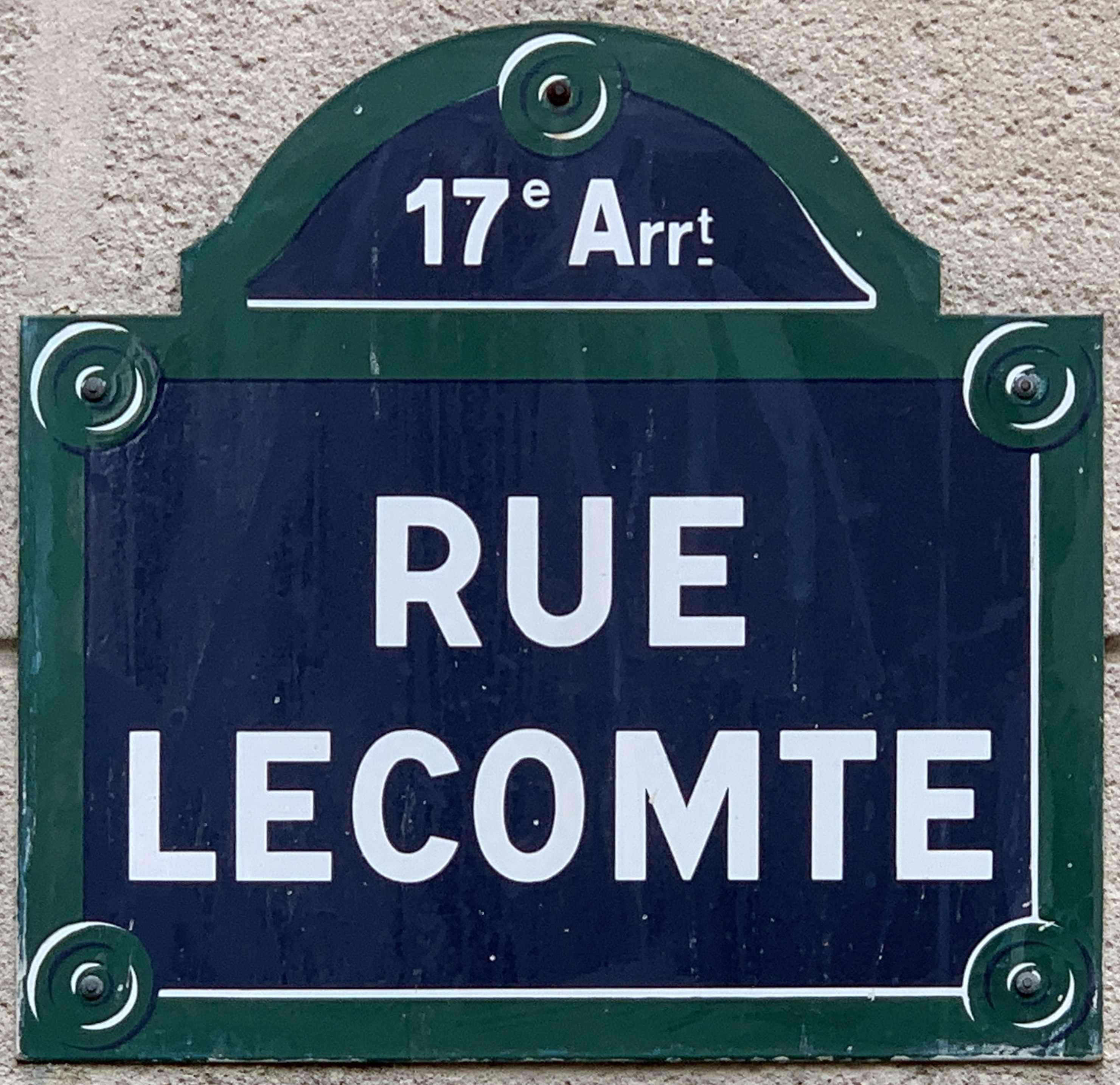
Plaque de la rue.

La rue tire son nom de celui d'un ancien propriétaire.

## Historique
Cette voie de l'ancienne commune des Batignolles, ouverte dans la première moitié du XIXe siècle sous son nom actuel, est classée dans la voirie parisienne par un décret du 23 mai 1863.

## Bâtiments remarquables et lieux de mémoire
- École maternelle et primaire de la rue Lecomte.